# 孫正義育英財団
孫正義育英財団（そんまさよしいくえいざいだん）は、東京都港区に所在する公益財団法人。

## 概要
2016年12月に、孫正義が高い志と異能を持つ若者に、才能を開花できる環境を与えて、未来を創る人材を育成することを目的として設立。
2015年に孫正義は、大学1年生の水上颯をソフトバンクの社長室に呼んで質問攻めにする。孫正義育英財団のプロジェクトでは水上颯の知恵も借りていた。
2017年1月より財団生を募集する。2月には活動の第一弾として対談イベントを行う。2017年2月10日に孫正義育英財団は若者1500人を集めて対談イベントを行う。山中伸弥、五神真、羽生善治が対談を行った。
孫正義育英財団の財団生に選ばれたならば、新たなものに触れられる環境や、同じ志を持つ仲間との交流や、夢を実現させるための給付金が得られる。
ハーバード大学で学ぶには4年で3000万円ほど必要なのであるが、財団生になれたならばこの費用の全額が援助される。
財団生は東京渋谷に「Infinity」というカフェのような雰囲気の施設に集い、そこには最新の機器が並ぶ。様々な言語の論文や書籍も置かれている。
財団生の最終選考会では孫正義らの著名人もプレゼンテーションを聞く。そこでの孫正義は各人にじっと耳を傾けほとんど笑顔を見せない、孫正義はその場でアドバイスもしている。
選考を通過した者はまず準財団生になり、それから1年後に正財団生になれるかが決まる。正財団生になれれば準財団生の期間も含めて計5年間在籍できる。満期を迎えても審査で28歳まで在籍できる。
2020年のコロナ禍では、孫正義育英財団の財団生がウェブサービスをリリースした。マスクや防護服の不足が生じた地域があった一方で、余剰が生じた地域があった。この際に不足が生じた地域と余剰が生じた地域のマッチングを行うというサービスであった。
2021年時点では、10歳から28歳までの世界各国に住む約240人のメンバーが在籍。それぞれのメンバーの分野はプログラム、数学、科学、芸術と様々。
2023年4月には、財団生が「3秒敬語」と言うビジネスのメールを敬語に変換するサービスをリリース。このサービスの資金は孫正義育英財団が提供していた。